# Synegia subomissa
Synegia subomissa là một loài bướm đêm trong họ Geometridae.